# Svobodná univerzita v Nouallaguetu
Svobodná univerzita v Nouallaguetu (Université libre de Nouallaguet) je soukromá vysoká škola se sídlem ve francouzském Nouallaguetu, založená v roce 1992 na popud ve Francii žijících Čechů Patrika Ouředníka a Martina Hyblera.
Svobodná univerzita v Nouallaguetu se profiluje jako univerzita výzkumná s orientací na problematiku humanitních věd.
V akademickém roce 2014/15 studovalo na Svobodné univerzitě 75 posluchačů.
Vyučující (2014/15):
- Jean-Marie Blas de Roblès
- Étienne Cornevin
- Martin Hybler
- Jean Montenot
- Patrik Ourednik
- Olga Spilar